# Festival Internacional de Cine de Cannes de 1946
El 1º Festival Internacional de Cine de Cannes de 1946 se celebró entre 20 de septiembre al 15 de octubre de 1946. Veintún países presentaron sus películas, que se exhibieron en el Casino de Cannes. Un año después de la finalización de la Segunda Guerra Mundial, muchos relacionados con el conflicto. Surgieron varios problemas técnicos, como la cubierta de lona que se desvaneció en una tormenta el día antes de que se anunciaran los ganadores, los carretes de "Notorious" de Hitchcock mostrados en orden inverso, y "Los tres mosqueteros" de George Sydney. 'proyectado al revés.
Durante el primer festival, el jurado estaba compuesto por un representante por país, con el historiador francés Georges Huisman como presidente del jurado. Con más énfasis en la creatividad que en la competitividad, dieciocho naciones presentaron sus películas. Once de ellos empataron en el primer Gran Premio del Festival Internacional.

## Jurado
Las siguientes personas fueron nominadas para formar parte del jurado de la competición principal en la edición de 1947:
- Georges Huisman (historiador) Presidente del jurado
- Iris Barry (EE. UU.)
- Beaulieu (Canadá)
- Antonin Brousil (Chechoslovaquia)
- J.H.J. De Jong (Países Bajos)
- Don Tudor (Rumanía)
- Samuel Findlater (Gran Bretaña)
- Sergei Gerasimov (URSS)
- Jan Korngold (Polonia)
- Domingos Mascarenhas (Portugal)
- Hugo Mauerhofer (Suiza)
- Filippo Mennini (Italia)
- Moltke-Hansen (Noruega)
- Fernand Rigot (Bélgica)
- Kjell Stromberg (Suecia)
- Rodolfo Usigli (México)
- Youssef Wahby (Egipto)
- Helge Wamberg (Dinamarca)

## Selección oficial
Las siguientes películas compitieron por la Gran Premio:

### En competición – películas
- The Adventurous Bachelor (Nezbedný bakalár) de Otakar Vavra
- Ana y el rey de Siam de John Cromwell
- Il bandito de Alberto Lattuada
- La batalla del riel de René Clement
- La bella y la bestia (La Belle et La Bête) de Jean Cocteau
- Blood and Fire (Blod och eld) de Anders Henrikson
- Breve encuentro de David Lean
- César y Cleopatra de Gabriel Pascal
- Camões de José Leitão de Barros
- The Captive Heart de Basil Dearden
- Dunia de Muhammad Karim
- Floarea reginei de Paul Calinescu
- Luz que agoniza de George Cukor
- Gilda de Charles Vidor
- Un giorno nella vita de Alessandro Blasetti
- Girl No. 217 (Chelovek No. 217) de Mijaíl Romm
- The Great Glinka (Glinka) de Lev Arnchtam
- Hello Moscow! (Zdravstvuy, Moskva!) de Sergei Yutkevich
- His Young Wife (Le Miserie del Signor Travet) de Mario Soldati
- The Last Chance (Die Letzte Chance) de Leopold Lindtberg
- Letter from the Dead (Brevet fra afdøde) de Johan Jacobsen
- Días sin huella de Billy Wilder
- A Lover's Return (Un revenant) de Christian-Jaque
- The Lovers (Amanti in fuga) de Giacomo Gentilomo
- The Magic Bow de Bernard Knowles
- Música maestro de Joshua Meador, Clyde Geronimi, Jack Kinney, Bob Cormack, Hamilton Luske
- María Candelaria de Emilio Fernández
- Los hombres sin alas (Muzi bez krídel) de František Čáp
- Mr. Orchid (Le Père tranquille) de René Clement
- Neecha Nagar de Chetan Anand
- Encadenados de Alfred Hitchcock
- Patrie de Louis Daquin
- La tierra será roja (De Røde Enge) de Bodil Ipsen, Lau Lauritzen, Jr.
- Rhapsody in Blue de Irving Rapper
- Roma, ciudad abierta (Roma Citta Aperta) de Roberto Rossellini
- The Seventh Veil de Compton Bennet
- The Stone Flower (Kamennyy tsvetok) de Aleksandr Ptouchko
- La Symphonie Pastorale de Jean Delannoy
- Tortura (Hets) de Alf Sjöberg[9]
- Três Dias Sem Deus de Barbara Virginia
- Los tres mosqueteros de Miguel M. Delgado
- El punto decisivo (Velikiy Perelom) de Fridrikh Ermler
- Wonder Man de H. Bruce Humberstone
- Zoya de Lev Arnchtam

## Cortometrajes en competición
Los siguientes cortometrajes competían para la Palma de Oro al mejor cortometraje:
- A City Sings de Gudrun Parker
- Aubervilliers de Eli Lotar
- Aubusson de Pierre Biro & Pierre Hirsch
- Bambini in città de Luigi Comencini
- Belyy klyk de Aleksandr Zguridi
- Fall of Berlin – 1945 de Yuli Raizman, Yelizaveta Svilova
- Cantico Dei Marm de Pietro Benedetti, Giovanni Rossi
- Chants populaires de George Dunning
- Chercheurs de la mer de Jean P. Palardy
- Cyprus Is an Island de Ralph Keene
- Des hommes comme les autres de R. Van De Weerdt
- Die Welt de Sam Winston
- En Route de Otto van Meyenhoff
- Épaves de Jacques-Yves Cousteau
- Flicker Flashbacks de Richard Fleischer
- G.I'S In Switzerlandde Hermann Haller
- Handling Ships de Allan Crick & John Halas
- Hitler Lives de Don Siegel
- Instruments of the Orchestra de Muir Mathieson
- Jeux d'enfants de Jean Painlevé
- L'Homme by Gilles Margaritis
- La cité des abeilles de Andrev Winnitski
- La Flûte magique by Paul Grimault
- La Locomotive de Stanisław Urbanowicz
- Le Goéland de Willy Peters
- Le Retour à la Vie de Dr K.M. Vallo
- Les Digues en construction de Jo de Haas, Mannus Franken
- Les Halles De Paris de Paul Schuitema
- Les mines de sel de Wieliczka de J. Brzozowski
- Les Ponts De La Meuse de Paul Schuitema
- Les Protubérance solair de M. Leclerc, M. Lyot
- Lucerne Ville Musicale de Hans Trommer
- Man One Family de Ivor Montagu
- Me he de comer esa tune de Miguel Zacharias
- Metamorphoses de Herman van der Horst
- Molodost Nasej Strany de Sergei Yutkevich
- Open drop ether de Basil Wrigh
- Out of the Ruins de Nick Read
- Parques Infantis de Aquilino Mendes, João Mendes
- Partie de campagne de Jean Renoir
- Springman and the SS de Jiří Trnka
- Prisonnier de guerre de Kurt Früh
- Rapsodia rustica de Jean Mihail
- Réseau x de Mahuzier
- Steel de Frank Bundy
- Suite Varsovienne de Tadeusz Makarczyński
- The Life Cycle of the Onion de Mary Field
- The Purloined Pup de Charles August Nichols
- The Way We Live de Jill Craigie
- Un Port En Plein Coeur De L'Europe de Jaroslav Novotny
- Vánoční sen de Karel Zeman
- Wet Paint de Walt Disney
- World Of Plenty de Paul Rotha
- Your Children's eyes de Alex Strasser
- Zvírátka a petrovstí de Jiří Trnka

## Premios
Los galardonados en las secciones oficiales de 1946 fueron:

### Premios oficiales
- Gran Premio: 
  - Breve encuentro de David Lean
  - Tortura de Alf Sjöberg[11]
  - The Last Chance de Leopold Lindtberg
  - Días sin huella de Billy Wilder
  - María Candelaria (Xochimilco) de Emilio Fernández
  - Los hombres sin alas de František Čáp
  - Neecha Nagar de Chetan Anand
  - Red Meadows de Bodil Ipsen y Lau Lauritzen Jr.
  - Roma, ciudad abierta de Roberto Rossellini
  - La Symphonie Pastorale de Jean Delannoy
  - Velikij perelom de Fridrikh Ermler
- Premio del Jurado: La batalla del riel de René Clément
- Mejor actor: Ray Milland por Días sin huella
- Mejor actriz: Michèle Morgan por La Symphonie Pastorale
- Mejor director: René Clément por La batalla del riel
- Mejor fotografía: Gabriel Figueroa por María Candelaria y Los tres mosqueteros
- Mejor diseño de animación: Música maestro
- Mejor color: The Stone Flower

Cortometrajes
- Gran Premio al mejor cortometrajeː[10]
  - Vánoční sen de Karel Zeman
  - Zvírátka a petrovstí de Jiří Trnka
  - Molodost Nasej Strany de Sergei Yutkevich
  - Les mines de sel de Wieliczka de J. Brzozowski
  - La cité des abeilles de Andrev Winnitski
  - Épaves de Jacques-Yves Cousteau
  - Fall of Berlin – 1945 de Yuli Raizman

### Premios independientes
- Premios FIPRESCI[12] Farrebique ou Les quatre saisons de Georges Rouquier

Premio de Paz Internacional
- The Last Chance

## Media
- British Pathé: Cannes Film Festival 1946 footage
- Institut National de l'Audiovisuel: Opening of the 1st Festival in 1946 (commentary in French)
- INA: About the 1946 Festival (mute)
- INA: Unusual arrival of American stars at the 1st festival (mute)